# Jandarmul se însoară
Jandarmul se însoară (în franceză Le gendarme se marie) este un film franțuzesc din anul 1968, regizat de Jean Girault. El este al treilea film din seria Jandarmul, cu Louis de Funès în rolul jandarmului Ludovic Cruchot. El a fost urmat de încă trei filme.

## Rezumat
Acțiunea filmului începe la 1 iulie, zi tradițională de plecare a francezilor în concediu.
Sergentului șef Ludovic Cruchot i se încredințează o misiune de anvergură cu scopul de a-i urmări pe șoferi și de a-i amenda. Această operațiune se va dovedi a fi plină de surprize și evenimente neașteptate, Cruchot urmărind o șoferiță care nu respectă regulile de circulație și conduce cu viteză și neatenție mașina sa decapotabilă Ford Mustang. Această urmărire se termină la sediul Jandarmeriei din Saint-Tropez. Șoferița neatentă și care conducea cu viteză este frumoasa văduvă a colonelului de jandarmi Lefrançois, Josépha. Ea își petrece vacanța de vară la Saint-Tropez, unde închiriase o vilă, și venise să se prezinte reprezentanților Jandarmeriei. 
Primită foarte politicos de plutonierul Gerber, Cruchot profită de o scurtă absență a superiorului său pentru a țipa la ea și a o amenda, dar întoarcerea șefului său îl va face să-și dea seama că a făcut o greșeală și că trebuie să-și ceară scuze acestei femei cu relații importante. El se îndrăgostește la prima vedere de ea, îi spune că fiica sa este mică, dar Josépha este încântată să o cunoască pe Nicole. Curând, doamna colonel îl împinge pe Cruchot să avanseze, determinându-l să se înscrie la concursul pentru gradul de plutonier-șef, cu ajutorul lui Nicole. El va fi supus la o dietă strictă și are parte de un succes răsunător la concurs, spre disperarea plutonierului Gerber care urmărea și el promovarea.
În cele din urmă, se dovedește că mașinăria electronică care dăduse rezultatul în urma căruia Cruchot fusese avansat a făcut o greșeală, iar Gerber devine plutonier-șef în locul lui Cruchot. Urmărirea răufăcătorului Frédo, proaspăt evadat, și prinderea lui de către Cruchot îi va determina pe șefii Jandarmeriei să-l avanseze în grad. Finalul filmului se încheie cu nunta lui Cruchot cu Josépha.

## Distribuție
- Louis de Funès - sergentul-șef Ludovic Cruchot
- Michel Galabru - plutonierul Jérôme Gerber
- Jean Lefebvre - jandarmul Lucien Fougasse
- Christian Marin - jandarmul Albert Merlot
- Guy Grosso - jandarmul Gaston Tricard
- Michel Modo - jandarmul Jules Berlicot
- Claude Gensac - Josépha Cruchot
- Geneviève Grad - Nicole Cruchot, fiica lui Ludovic
- Nicole Vervil - doamna Gilberte Gerber, soția plutonierului
- Mario David - Frédo măcelarul, asasinul
- Yves Vincent - colonelul examinator
- France Rumilly - sora Clotilde
- Yves Barsacq - automobilistul
- Nicole Garcia - tânăra amendată
- Maurizio Bonuglia - prietenul lui Nicole
- Bernard Lavalette - profesorul de dans
- Dominique Davray - profesoara de dans
- Jean-Pierre Bertrand - Eddie
- Claude Bertrand - "Puișorul albastru"
- Jean Ozenne - prefectul
- Robert Destain - comandantul
- André Tomasi - tractoristul
- Jacky Blanchot - pilotul vedetei de antrenament
- Rudy Lenoir - un candidat la examen
- Dominique Zardi - un alt candidat
- René Berthier - un subofițer în afara examenului
- Rémy Julienne - cascador auto (necreditat)
- Tave Frisch - o tânără (necreditată)
- Donatella Turi
- Karin Skarresco
- Patrizia Giammci
- Guy Verda
- Henri Guégan
- Jack Romoli
- Jerry Cala

## Despre film
- Filmările au avut loc la Saint-Tropez, în departamentul Var.
- Acesta este al doilea film din serie care a terminat pe primul loc la box office-ul francez al anului 1968 după Jandarmul din Saint-Tropez în 1964. Acest film a fost vizionat de 6 milioane de spectatori în sălile de cinematograf.
- În acest film, este schimbat prenumele doamnei Gerber: în primul film din seria se numește Cécilia, dar în acest film ea este numită Gilberte (într-o discuție a ei cu plutonierul).